# Jaguar E-Pace
De E-Pace is een compacte SUV van het merk Jaguar. Het model is de tweede SUV van het merk en werd officieel op 13 juli 2017 onthuld aan het publiek. De E-Pace is ontworpen onder leiding van designer Ian Callum en is gebaseerd op een aangepaste versie van het JLR D8 platform, dat ook gebruikt wordt door de Range Rover Evoque en de Land Rover Discovery Sport.